# ساترن سری اس
ساترن سری اس (Saturn S-Series) یک سری خودرو است که در سال‌های ۱۹۹۱ تا ۲۰۰۲تولید شده‌است. طراحی آن خودروهای موتور جلو-محور جلو بوده است. سیستم جعبه‌دندهٔ آن ۵ دنده به دو صورت خودکار و دستی است.

## نگارخانه

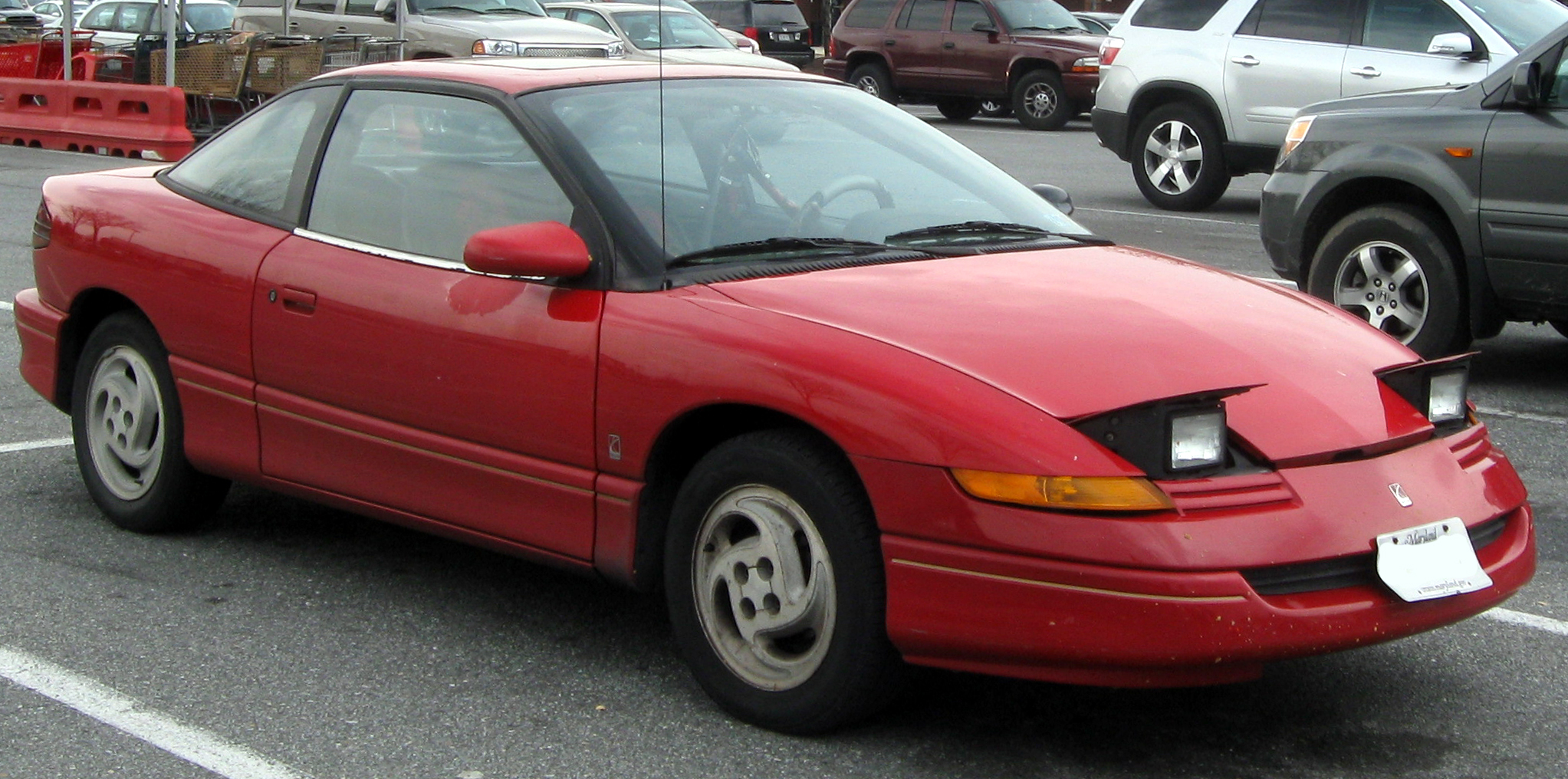
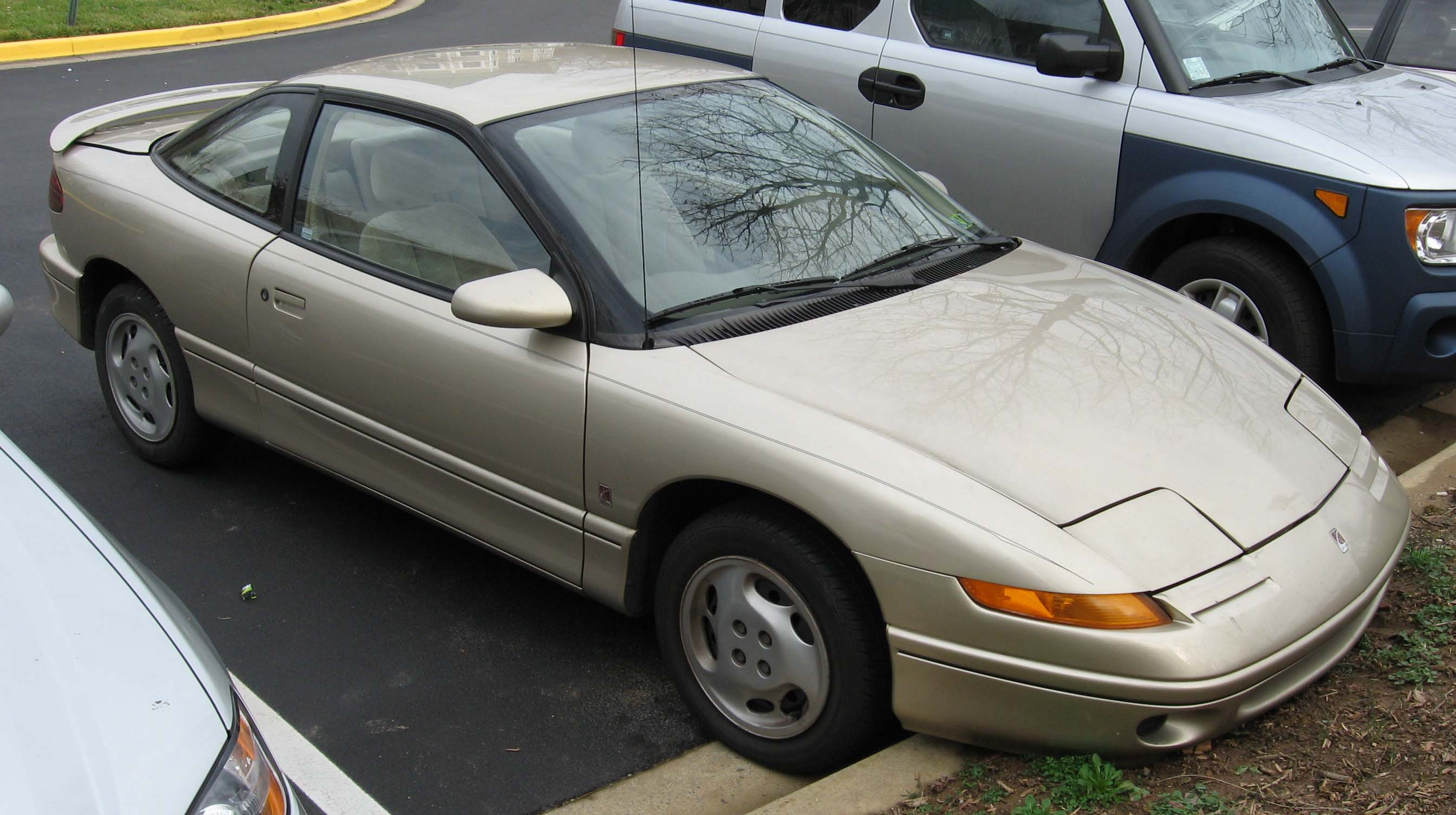
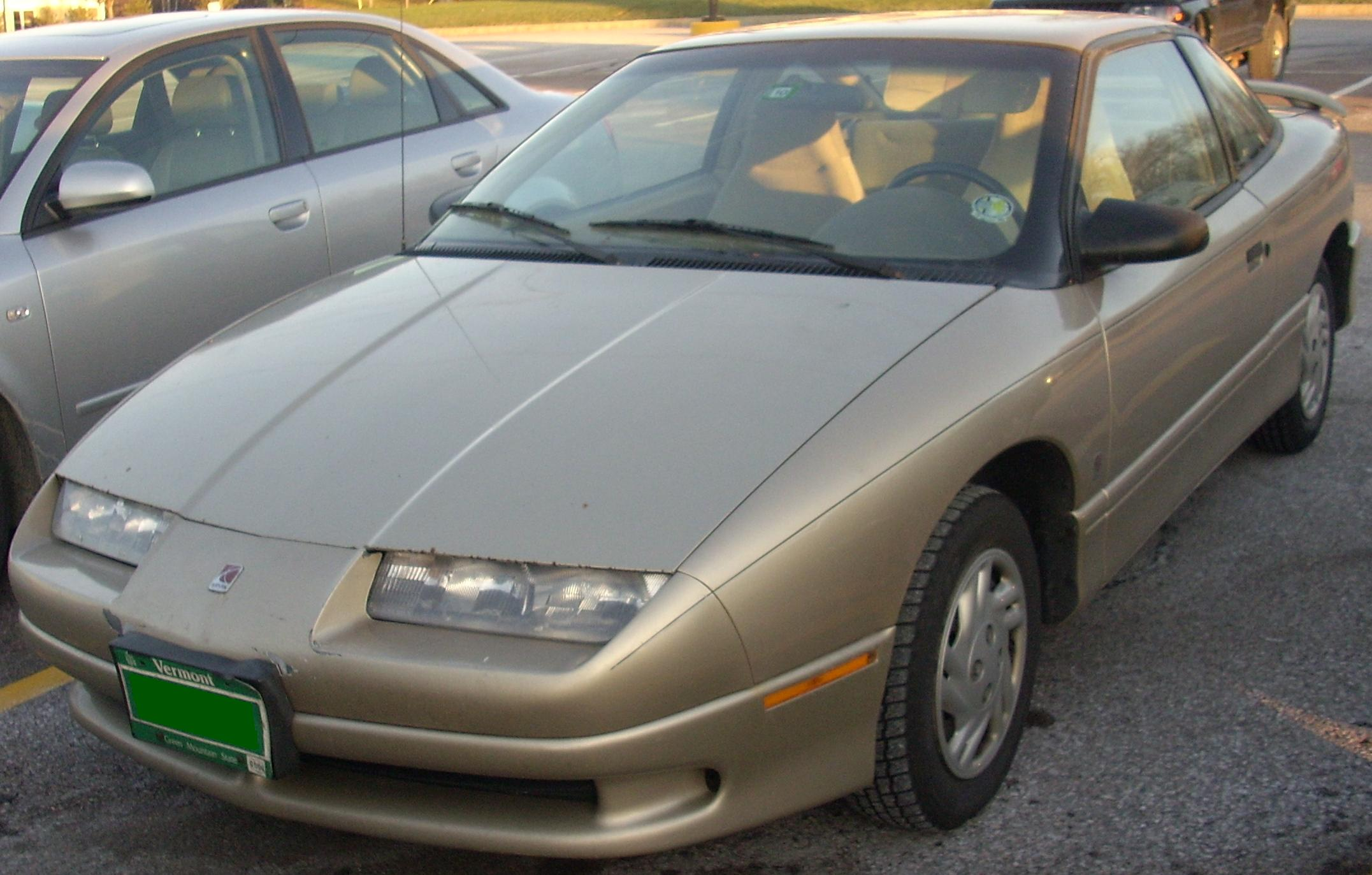